# Braker Heringsfischerei
Die Braker Heringsfischerei war eine Loggerfischerei. Sie wurde 1904 in Brake gegründet und bestand bis 1927. Das Unternehmen verfügte über 27 Logger.

## Geschichte
Hintergrund dieser Gründung war die geringe Deckung der Nachfrage nach dem Salzhering im Deutschen Reich, aber auch die vom Staat gezahlten Subventionen, die 6.000 Mark pro Logger und 20.000 Mark für den Netzreservefond betrug. Die Unterstützung der oldenburgischen Regierung wurde dadurch deutlich, dass sie das notwendige Grundstück an der Weser zur Verfügung stellte. Zur Gründung wurde ein Aktienkapital von 600.000 Mark eingeworben. 
Die Eintragung in das Handelsregister erfolgte schon 1904 und 1906 fuhren bereits 10 Logger für die Braker Heringsfischerei zum Fang, von denen mehrere von der C. Lühring Schiffswerft in Hammelwarden und vom Bremer Vulkan geliefert wurden. 
Die Zahl der Logger wurde weiter erhöht und 1913 wurde zur weiteren Expansion auch in Elsfleth ein Grundstück der Heringsfischerei Aktiengesellschaft „Weser“ direkt an der Weser übernommen. Diese Heringsfanggesellschaft wurde von einem niederländischen Reeder gegründet. Der Erste Weltkrieg verhinderte die endgültige Realisierung der Ausdehnung nach Elsfleth und der Neuanfang nach dem Krieg war, wie bei anderen Gesellschaften auch, schwer. Die Braker Heringsfischerei wurde 1926 liquidiert, verkaufte die Logger an Emder Gesellschaften und wurde 1927 geschlossen.